# Hans-Joachim Münzner
Hans-Joachim „Jochen“ Münzner (* 27. Dezember 1927 in Sachsen; † 7. September 2010 in Waltrop) war ein deutscher Kommunalpolitiker (SPD) und von 1975 bis 1999 ehrenamtlicher Bürgermeister der Stadt Waltrop.

## Leben
1975 wurde Hans-Joachim Münzner nach der kommunalen Neuordnung zum ersten ehrenamtlichen Bürgermeister von Waltrop  gewählt. Daraufhin gab er seinen Beruf als Architekt auf. 
In Münzners Amtszeit fielen die Schließung der Zeche Waltrop und die damit verbundenen Herausforderungen für die Stadt. Münzner setzte sich während seiner Amtszeit für zahlreiche Projekte, wie unter anderem den Erhalt des Schiffshebewerks Henrichenburg, ein. 
Unter Münzner schloss Waltrop  Städtepartnerschaften mit Herne Bay im Vereinigten Königreich, der französischen Stadt Cesson-Sévigné, San Miguelito in Nicaragua und Gardelegen in Sachsen-Anhalt.
Ende der 1990er-Jahre war Münzner zusammen mit einem süddeutschen Bürgermeister bundesweit der älteste ehrenamtliche Bürgermeister. Nachdem er insgesamt fünfmal wiedergewählt worden war, kandidierte Münzner 1999 nicht mehr und verabschiedete sich aus der aktiven Politik. Seine Nachfolge als Bürgermeister trat Willi Scheffers (CDU) an. Münzners Amtszeit ist mit 24 Jahren die längste eines Bürgermeisters im Kreis Recklinghausen.
Anlässlich seines 80. Geburtstages im Jahr 2007 machte die Stadt Waltrop Münzner zum Ehrenbürger.
Münzner starb am 7. September 2010 im Alter von 82 Jahren.
Nach Münzner ist eine Straße in Waltrop im Neubaugebiet Altenbruch benannt.